# Shigeru Umebayashi
Shigeru Umebayashi (jap. 梅林茂 Umebayashi Shigeru; ur. 19 lutego 1951 w Kitakiusiu, Fukuoka) – japoński kompozytor muzyki filmowej. Oficjalnie zadebiutował w 1985 roku ścieżką do obrazu „Sorekara” (A potem) i „Tomoyo Shizukani Nemure”. Zasłynął wybitną muzyką, napisaną w 2001 do „Spragnionych miłości”, dzieła Wong Kar-Waia. Do jego popularności przyczyniła się także muzyka do filmów: „Dom latających sztyletów” (2004), „Cesarzowa” (2006) czy „Samotny mężczyzna” (2009). Stworzył około 50 ścieżek muzycznych do japońskich i chińskich produkcji filmowych.
W 2010 roku wystąpił w Polsce na Festiwalu Muzyki Filmowej organizowanym przez radio RMF Classic w Krakowie.

## Filmografia
- Itsuka Darekaga Korosareru (1984)
- Tomoyo Shizukani Nemure (1985)
- A potem (1985)
- Sorobanzuku (1986)
- Shinshi Domei (1986)
- Kyohu no Yacchan (1987)
- Getting Blue in Color (1988)
- Hong Kong Paradise (1990)
- Tekken (1990)
- Yumeji (1991)
- Ote (1991)
- Goaisatsu (1991)
- Arihureta Ai ni Kansuru Chosa (1992)
- Byoin he Iko 2 Yamai ha Kikara (1992)
- Nemuranai Machi Shinjuku Zame (1992)
- Izakaya Yurei (1994)
- Zero Woman (1995)
- Boxer Joe (1995)
- Kitanai Yatsu (1995)
- Hashirana Akan Yoake Made (1995)
- The Christ of Nanjing (1995)
- Shin Gokudo Kisha (1996)
- Izakaya Yurei 2 (1996)
- Ichigo Domei (1997)
- Isana no Umi (1997)
- Watashitachi ga Sukidatta Koto (1997)
- G4 Option Zero (1997)
- Fuyajo (1998)
- Beru epokku (1998)
- Gong yuan 2000 AD (2000)
- Shojo (2000)
- Spragnieni miłości (2000)
- Midnight Fly (2001)
- Hikari no Ame (2001)
- Onmyoji (2001)
- Pociąg (2002)
- Onmyoji II (2003)
- Floating Land Scape (2003)
- Dom latających sztyletów (2004)
- 2046 (2004)
- Hibi (2004)
- Nieustraszony (2006)
- Daisy (2006)
- Cesarzowa (2006)
- Niewidzialny świat (2007)
- Hannibal. Po drugiej stronie maski (2007)
- Jagodowa miłość (2007)
- Absurdistan (2008)
- Drogi Osamo (2008)
- Łzy na sprzedaż (2008)
- The Real Shaolin (2008)
- Samotny mężczyzna (2009)
- Prawdziwa legenda (2010)
- Dni łaski (2011)
- Życie bez zasad (2011)
- Trishna (2011)